# La película del rey
La película del rey es una película argentina de comedia dramática y biográfica de 1986 dirigida por Carlos Sorín sobre su propio guion escrito junto a Jorge Goldenberg. Es la ópera prima de Sorín y es protagonizada por Ulises Dumont, Julio Chávez, Villanueva Cosse, Roxana Berco, Miguel Dedovich y Ana María Giunta. Filmada en Eastmancolor, se estrenó el 28 de agosto de 1986.

## Sinopsis
La historia se centra en las vicisitudes de un director de cine argentino empecinado en filmar una película basada en la vida de Orélie Antoine de Tounens, el “Rey de la Patagonia”. Lentamente, el proyecto personal se convierte en una obsesión que borra las fronteras de la realidad y la ficción.

## Reparto
Participaron en el filme los siguientes intérpretes:
| Actor               | Personaje                       |
| ------------------- | ------------------------------- |
| Ulises Dumont       | Arturo                          |
| Julio Chávez        | David                           |
| Villanueva Cosse    | Desfontaine                     |
| Roxana Berco        | Lucía                           |
| Miguel Dedovich     | Oso / Orélie Antoine de Tounens |
| Ana María Giunta    | Madama                          |
| David Llewellyn     | Lachaise                        |
| Marilia Paranhos    | Lula                            |
| Ricardo Hamlin      | Maxi                            |
| Rubén Szuchmacher   | Intérprete                      |
| Eduardo Hernández   | Rosales                         |
| Rubén Patagonia     | Quilapán                        |
| César García        | Bonanno                         |
| Carlos Rivkin       | Rogelio                         |
| Sergio Raso         | Asistente                       |
| Marcela Luppi       | Maquilladora                    |
| Fernando Bravo      | Periodista                      |
| Diego Varzi         | Subsecretario                   |
| Susana Tanco        | Laura                           |
| Mónica Tosser       | Secretaria                      |
| Alicia Curmona      | Asistente                       |
| Victoria Lustig     | Artesana                        |
| Rubén Santagada     | Anunciador                      |
| Omar Tiberti        | Antonio                         |
| Susana Sisto        | Mujer                           |
| Guillermo Schaft    | Hijo                            |
| Alicia Dolinsky     | Mujer fiesta                    |
| Jesús Berenguer     | Gerente 1                       |
| Felipe Méndez       | Gerente 2                       |
| Iván Grey           | Padre                           |
| Hilda Rey           | Madre                           |
| Jorge Vela          | Representante 1                 |
| Aldo Piccioni       | Representante 2                 |
| Roberto Pagés       | Periodista 2                    |
| Floreal Briasco     | Fotógrafo                       |
| Pablo Castro Videla | Asistente                       |
| Martín Coria        | Instructor                      |
| Jorge Goldenberg    | Técnico 1                       |
| Saúl Salvo          | Técnico 2                       |
| Carlos Urquiza      | Técnico 3                       |
| Carlos Laterza      | Imitador                        |
| José Gramático      | Vecino                          |
| Víctor Catalano     | Actor 1                         |
| Alfredo Quesada     | Actor 2                         |
| Juan José Valera    | Chofer                          |
| Diego Fresán        | Asistente                       |
| Manuel Morales      | Electricista                    |
| Luisina Brando      |                                 |

## El personaje real

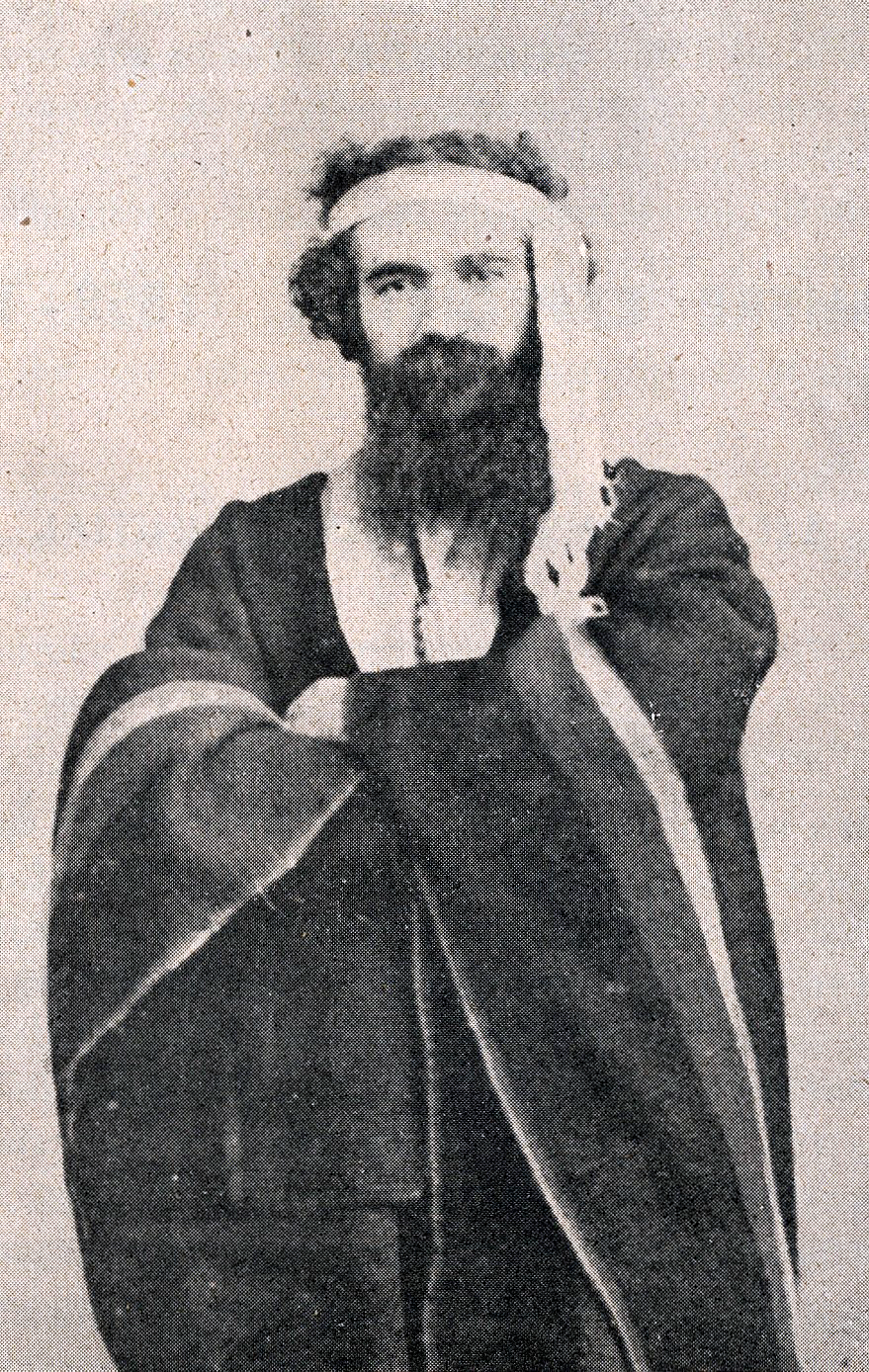
Antoine de Tounens vestido de mapuche.

Orélie Antoine de Tounens (Chourgnac, Francia, 12 de mayo de 1825 — Tourtoirac, Francia, 17 de septiembre de 1878) fue un abogado quien, después de haberse interesado por la región patagónica, llegó a Chile el 22 de agosto de 1858. Tounens se estableció en Valparaíso, y en 1860 convenció a algunos lonco del pueblo mapuche para elegirlo, presuntamente como líder,  a fin de dirigir su resistencia al estado chileno, durante la época final de la Guerra de Arauco. Según sus propias declaraciones, Tounens fue proclamado rey el 17 de noviembre de 1860, en un parlamento indígena convocado por Quilapán, gran toqui de la región de Perquenco. En ese acto, Tounens dijo haber creado el Reino de la Araucanía, una monarquía constitucional y hereditaria. Más tarde declaró haber recibido la adhesión de indígenas de la Patagonia con lo cual el pretendido reino tenía como fronteras  los ríos Biobío (en Chile) y Negro (en Argentina) por el norte, el océano Pacífico por el oeste, el océano Atlántico por el este y el estrecho de Magallanes por el sur. La intención de Tounens era civilizar a los mapuches, atraer colonos franceses y crear una «Nueva Francia» (Nouvelle France) en la Patagonia, que sería protegida por el entonces emperador Napoleón III. Sin embargo, Tounens fue detenido por el ejército chileno, dirigido entonces por Cornelio Saavedra, juzgado y deportado.
En los años siguientes publicó un relato de su aventura, gestionó infructuosamente empréstitos y realizó tres nuevos intentos de recuperar su pretendido trono, en estas ocasiones desde el territorio argentino. 
De regreso a Francia, trabajó como empleado del ayuntamiento y falleció en Tourtoriac el 17 de septiembre de 1878. Desde entonces y hasta la década de 2020 existe una asociación francesa cuyos dirigentes reivindican la herencia del título real.

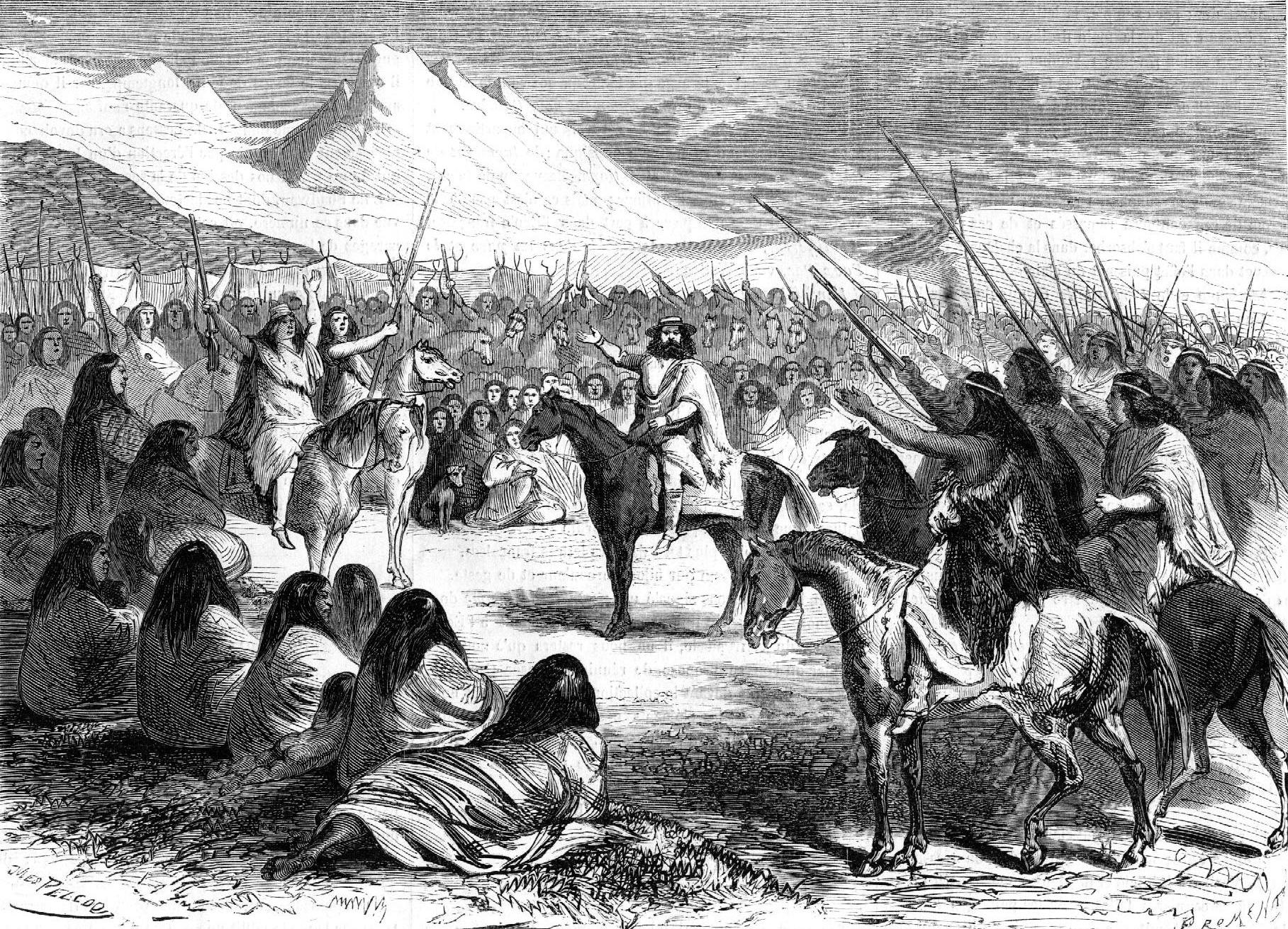
Orélie Antoine de Tounens aclamado por los jefes mapuches.

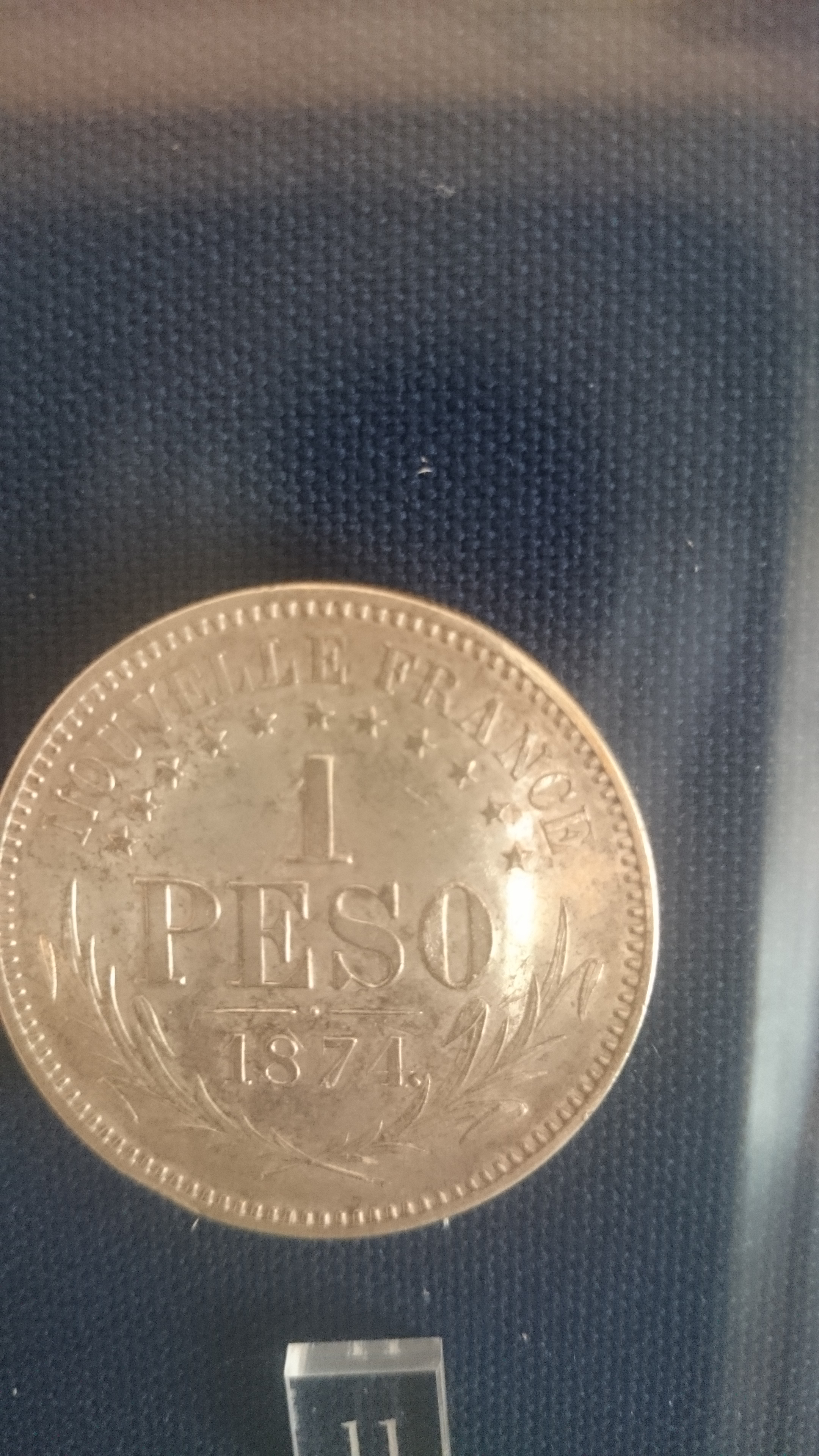
Peso Rey de Araucanía y la Patagonia, museo Histórico y Numismático, Buenos Aires

## Producción
Un proyecto anterior sobre la misma idea fue iniciado en 1970 con el título de La Nueva Francia  y no llegó a filmarse. En 1984 Narcisa Hirsch dirigió el mediometraje filmado en 16 mm titulado Orelie Antoine, rey de la Patagonia.
Otro proyecto titulado Yo Antoine de Tounens, rey de la Patagonia (de 1988), contaba con la producción de Lita Stantic y el aporte de capitales alemanes, franceses e italianos, pero no se concretó.

## Premios
La película fue galardonada con diversos premios y nominaciones:
Premio Cóndor de Plata otorgado por la Asociación de Cronistas Cinematográficos de la Argentina en 1987
- - Carlos Sorín, ganador del premio a la Mejor Ópera Prima
  - Villanueva Cosse, ganador del premio al Mejor Actor de Reparto
  - Ana María Giunta,  ganadora del premio a la Mejor Actriz de Reparto
  - Miguel Dedovich, ganador del premio a la Mejor Revelación Masculina
  - Carlos Sorin y Jorge Goldenberg, ganadores del premio al Mejor Guion Original

Premios Anuales de la Academia "Goya" de 1987
- - Carlos Sorín ganador del premio a la Mejor Película Extranjera de Habla Hispana

Festival Internacional del Nuevo Cine Latinoamericano de La Habana de 1987
- - Carlos Sorin, ganador del Gran Premio Coral - Primer Premio

Festival Internacional de Cine de Venecia de 1986
- - Carlos Sorin  ganador del premio a la Mejor Ópera Prima
  - Carlos Sorín, candidato al premio León de Oro a la mejor película.

## Crítica

### Comentarios
La revista Cine Cubano escribió:

«Entre humoradas del mejor gusto, una edición implacable que sólo permite alguna caída del ritmo en la segunda parte…reflexiona con agudeza en torno a una de las angustias mayores: la creación estética.»

Jorge Abel Martín en Tiempo Argentino dijo:

«Debería ser declarado sólo apta para apasionados, locos y delirantes.»

Cahiers du Cinema opinó:

«Humor, énfasis, puestas en abismos, paralelismos entre la aventura del personaje y el director, que él termina por interpretar, ficción real y realidad ficcional, cine en el cine mirándose para mirarse, para hacerse.»

Fernando Ferreira en La Razón opinó:

«Pequeña joya, digna de un monarca.»